# Linearkugellager

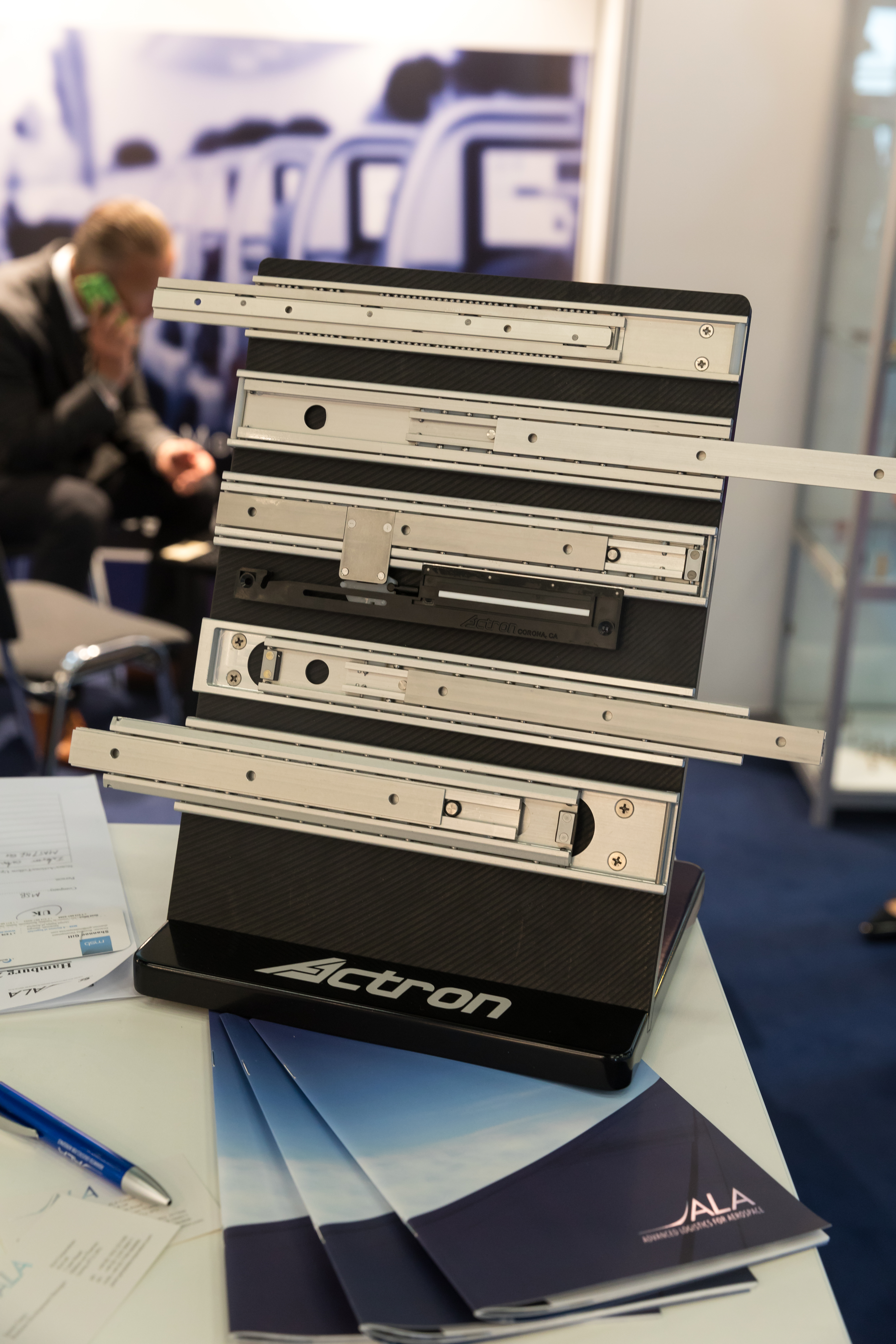
Verschiedene Schubladen-Auszugsschienen mit Kugel-Käfigschienenführung für Luftfahrtanwendungen

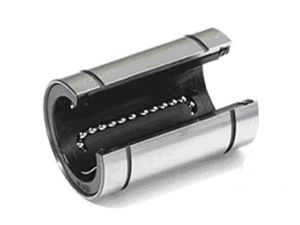
Linearkugellager zur Wellenführung runder Wellen. Die Kugeln laufen in einem hier nicht sichtbaren Kanal zurück (Kugelumlauf).

Linearkugellager oder kurz Linearlager, umgangssprachlich auch Kugelbuchsen oder auch Kugelbüchsen genannt, sind spezielle Kugellager mit einem außergewöhnlichen, weil axialen (statt radialen) Kugelumlauf. Der Zweck dieses Lagers ist nicht (wie bei allen anderen Wälzlagern) die Lagerung eines rotierenden Elementes, sondern die möglichst reibungsarme Führung der translatorischen, d. h. geradlinigen Bewegung eines Maschinenelements entlang einer zylindrischen Welle. So entsteht eine von mehreren Bauarten einer speziellen Linearführung, die sogenannte Wellenführung. Eine Unterscheidung in Festlager und Loslager, wie bei Wälzlagern üblich, ist folglich beim Linearkugellager sinnlos.
Bei diesen Linearsystemen ohne Hubbegrenzung besteht zwischen den tragenden Kugeln des Lagers und der Welle ein Punktkontakt. Die zulässige Traglast eines Linearkugellagers hängt von der Anzahl tragender Kugelreihen ab. Frühere Linearkugellager bestanden aus kohlenstoffreichem Wälzlagerstahl, der nach dem Härten innen und außen geschliffen wurde.
Statt eines Außenrings verfügen heutige Linearlager über mehrere Laufbahnplatten am Außendurchmesser des Lagers (eine pro Kugelumlauf), auf denen die Kugeln im Linearlager abrollen. Die Laufbahnplatten moderner Linearlager sitzen in einem Kunststoffgehäuse, das gleichzeitig als Kugelkäfig dient und die Funktion der Kugelrückführung übernimmt. Statt auf einem Innenring laufen die Kugeln innen direkt auf einer Welle aus Präzisionsstahl. Diese Bauart hat inzwischen die früher übliche Vollstahlausführung nahezu vollständig abgelöst.
Linearlager sind sowohl ohne als auch mit ein- oder beidseitiger Abdichtung an den Stirnseiten erhältlich.
Beim axialen Kugelumlauf im Linearkugellager wird immer nur die innere, tragende Kugelreihe belastet, während sich die äußere, entlastete Kugelreihe entgegen der Lagerbewegungsrichtung durch eine Kugelumlenkung und die Kugelrückführung zurück zur zweiten Kugelumlenkung an den Anfangspunkt der Lastzone bewegt.
Linearkugellager werden ähnlich wie die Wälzlager standardisiert in verschiedenen Abmessungen angeboten. Verschiedene ISO-Serien (z. B. ISO-Serie 1 oder ISO-Serie 3) definieren die genauen Innen- und Außendurchmesser sowie die Längen dieser Lager.
Üblicherweise werden Linearkugellagergrößen nach dem Innendurchmesser definiert. (Nenndurchmesser)
| Nenndurchmesser in mm | Nenndurchmesser in mm | Nenndurchmesser in mm | Nenndurchmesser in mm | Nenndurchmesser in mm | Nenndurchmesser in mm | Nenndurchmesser in mm | Nenndurchmesser in mm | Nenndurchmesser in mm | Nenndurchmesser in mm | Nenndurchmesser in mm | Nenndurchmesser in mm | Nenndurchmesser in mm | Nenndurchmesser in mm | Nenndurchmesser in mm | Nenndurchmesser in mm |
| --------------------- | --------------------- | --------------------- | --------------------- | --------------------- | --------------------- | --------------------- | --------------------- | --------------------- | --------------------- | --------------------- | --------------------- | --------------------- | --------------------- | --------------------- | --------------------- |
| 03                    | 04                    | 05                    | 06                    | 08                    | 10                    | 12                    | 14                    | 16                    | 20                    | 25                    | 30                    | 40                    | 50                    | 60                    | 80                    |

## DIN-Bezeichnung
In der Liste der DIN Normen finden sich unter den Normen DIN 636 und DIN 644 Linear-Wälzlager, wozu nach DIN Definition nicht nur die Linearkugellager, sondern auch
1. Profilschienen-Kugelführungen = Profilschienenführungen  mit Kugeln als Wälzkörper sowie
2. Linearführungen ohne Wälzkörperumlauf = Käfigschienenführungen zählen.

Die Benennung nach DIN entspricht allerdings nicht den am Markt üblichen Bezeichnungen. Marktüblich ist beispielsweise die Bezeichnung Linearkugellager, im älteren Sprachgebrauch auch Kugelbüchse genannt.

## Verwendung
Linearkugellager finden in vielen technischen Anwendungen wie beispielsweise Computern und Peripheriegeräten (z. B. Scanner), automatischen Registriersystemen, 3D-Messeinrichtungen (z. B. Mehrspindel-Bohrmaschinen und anderen Präzisionsmaschinen), 3D-Druckern, Pressen, Werkzeugmaschinen und Bearbeitungszentren incl. der Türen derselben, in automatischen Brennschneidmaschinen, Druckmaschinen, Kartenauswahlmaschinen, Lebensmittel-Verpackungsmaschinen ihren Einsatz.
Weiterhin können Linearkugellager zum Aufbau von Lineartischen und anderen Verschiebeeinrichtungen verwendet werden. So finden sich beispielsweise am Fuß unter den Sesseln der vorderen Reihen im Plenarsaal des Deutschen Bundestags entsprechende Verschiebeeinheiten auf der Basis von Linearkugellagern, die den dort sitzenden Abgeordneten eine Hin- und Herbewegung auf ihrem Sessel ermöglichen.

## Hersteller
Hersteller von Linearkugellagern sind u. a. große, in Deutschland produzierenden Industriekonzerne der Wälzlager- und Maschinenbauindustrie wie Bosch Rexroth, die Schaeffler-Gruppe (INA, FAG) oder Ewellix, sowie verschiedene mittlere und kleinere Unternehmen aus dem europäischen, amerikanischen und asiatischen Raum.